# Tony De Saulles
Tony De Saulles (* 1958) je britský autor a ilustrátor, v současné době pobývá v Gloucestershire v Anglii se svou rodinou. Původně byl knižním grafikem, poté se stal ilustrátorem knih pro děti. Ilustruje zejména knihy ze série Děsivá věda, které napsal Nick Arnold.